# Präsidentschaftswahl in Kiribati 2020
Die Präsidentschaftswahl in Kiribati 2020 fand am 22. Juni 2020 statt. Amtsinhaber Taneti Maamau der Tobwaan Kiribati Party wurde mit 59 Prozent der Stimmen wiedergewählt.
Das Wahlergebnis wurde am 23. Juni 2020 von Chief Justice John Muria in South Tarawa bekanntgegeben. Maamau erhielt die Mehrheit der Stimmen in 16 der 23 Wahlkreise, sein Gegenspieler Banuera Berina in sieben.

## Wahlergebnis
| Kandidaten                                    | Kandidaten     | Parteien                     | Stimmen | %    |
| --------------------------------------------- | -------------- | ---------------------------- | ------- | ---- |
|                                               | Taneti Maamau  | Tobwaan Kiribati Party       | 26.053  | 59,3 |
|                                               | Banuera Berina | Boutokaan Kiribati Moa Party | 17.866  | 40,7 |
| Gesamt                                        | Gesamt         | Gesamt                       | 43.919  | 100  |
|                                               |                |                              |         |      |
| Quelle: Ministry of Justice, Election results |                |                              |         |      |